# Bronchocela smaragdina
Bronchocela smaragdina är en ödleart som beskrevs av  Günther 1864. Bronchocela smaragdina ingår i släktet Bronchocela och familjen agamer. IUCN kategoriserar arten globalt som sårbar. Inga underarter finns listade.